# Giovanni Battista Savelli
Giovanni Battista Savelli (ur. 6 września 1427 w Rzymie, zm. 18 września 1498 w Castel Gandolfo) – włoski kardynał.

## Życiorys
Pochodził z rzymskiego rodu arystokratycznego, z którego wywodził się papież Honoriusz IV. Niewiele wiadomo o jego młodości. Przeznaczony do stanu duchownego, został protonotariuszem apostolskim. Gubernator Bolonii 1468–1470 i Perugii (do 1474). W maju lub czerwcu 1471 papież Paweł II mianował go (wraz z trzema innymi duchownymi) kardynałem in pectore, ponieważ jednak nominacja ta została ujawniona dopiero po śmierci papieża, nie został wówczas przyjęty do kolegium kardynalskiego. Legat papieski w Perugii 1471-80. Papież Sykstus IV na konsystorzu 15 maja 1480 mianował go kardynałem diakonem Santi Vito e Modesto i wysłał z misją dyplomatyczną do Republiki Genui. Po powrocie z Genui ponownie został legatem w Perugii (1481–1482). W 1483 w związku konfliktem papiestwa z królem Neapolu Ferdynandem został oskarżony o zdradę i uwięziony wraz z kardynałem Giovannim Colonną. Spędził w więzieniu w zamku św. Anioła ponad 11 miesięcy, zanim na konsystorzu 15 listopada został uniewinniony. Od 17 marca 1484 roku do śmierci kardynał diakon San Nicola in Carcere. Uczestniczył w konklawe 1484. Wybrany wówczas papież Innocenty VIII mianował go legatem w Bolonii. Uczestniczył w konklawe 1492, na którym poparł kandydaturę Rodrigo Borgia. Borgia, już jako papież Aleksander VI, odwdzięczył mu się nominacją na administratora diecezji Majorka (31 sierpnia 1492, zrezygnował z niej 27 marca 1493), legata w Spoleto (31 sierpnia 1492, potwierdzona 15 stycznia 1495) oraz archiprezbitera Bazyliki Santa Maria Maggiore (od września 1492). Był bliskim współpracownikiem Aleksandra VI w okresie jego zmagań z królem Francji Karolem VIII. Zmarł w swoich posiadłościach rodowych w Castel Gandolfo.